# Лашкевич Валеріан Григорович
Лашкевич Валеріан Григорович (нар. 19 (31) листопада 1835 року, Кам'янець— Подільська губернія, Російська імперія  — пом.17 червня 1888 року, Обоянь,Курська губернія) —  український та російський лікар, терапевт, викладач, громадський діяч. Ординарний професор медичного факультету Імператорського Харківського університету (1872). Ініціатор створення Харківської терапевтичної школи.

## Життєпис
Народився  в сім'ї священика, початкову освіту отримав у  Кам'янець —  Подільській семінарії. Закінчив з відзнакою та золотою медаллю Імператорську медико-хірургічну академіїю (Санкт-Петербург), учень професора С.П. Боткіна та ординатор в його клініці. У 1866 році захистив  докторську дисертацію «Порівняльна дія на тваринний організм марганцю і заліза». Доцент кафедри факультетської терапії в Харкові (1869), ординарний професор цієї кафедри (1872), завідувач кафедри (до 1888).
17 червня 1888 року професор В.Г. Лашкевич помер від туберкульозу легенів. Поховання зараз знаходиться на 13—  кладовищі Харкова.

## Науковий доробок
Наукова діяльність В. Г. Лашкевича була спрямована на вивчення сифілісу внутрішніх органів та нервових захворювань. Основну увагу приділяв клінічним лекціям для студентів, питанням диференціації при постановці діагнозу, клінічній картині захворювань, вперше ввів демонстрацію хворих на лекціях і універсальну історію хвороби пацієнтів.
Автор понад 25 наукових робіт, курсу клінічних лекцій для студентів (1888). 

## Вибрані праці
- Клинические лекции профессора В. Г. Лашкевича.  Выпуск I. — Харьков : Типография Каплана и Бирюкова, 1888. — 85 с.
- ПРОЩАЛЬНАЯ ЛЕКЦИЯ*.Терапевтическая клиника Харьковского университета (1888) [1]

## Громадська діяльність
У 1870 році  сприяв відкриттю офтальмологічної клініки у Харкові, поліклініки Харківського медичного товариства (ХМТ) (1881), був товаришем (заступником) голови ХМТ. Заповів кафедрі факультетської терапії  20 тисяч рублів і свою бібліотеку в 3000 томів. 

## Пам'ять
У будівлі факультетської клініки Харківської Обласної клінічної лікарні  на кафедрі внутрішньої медицини № 3 та ендокринології  ХНМУ  можна побачити бюст професора В.Г. Лашкевича з датами завідування ним кафедрою. До 120—річчя зі смерті   та 185— річчя з народження персоналії опубліковані статті та розміщені презентації